# ابرخازن

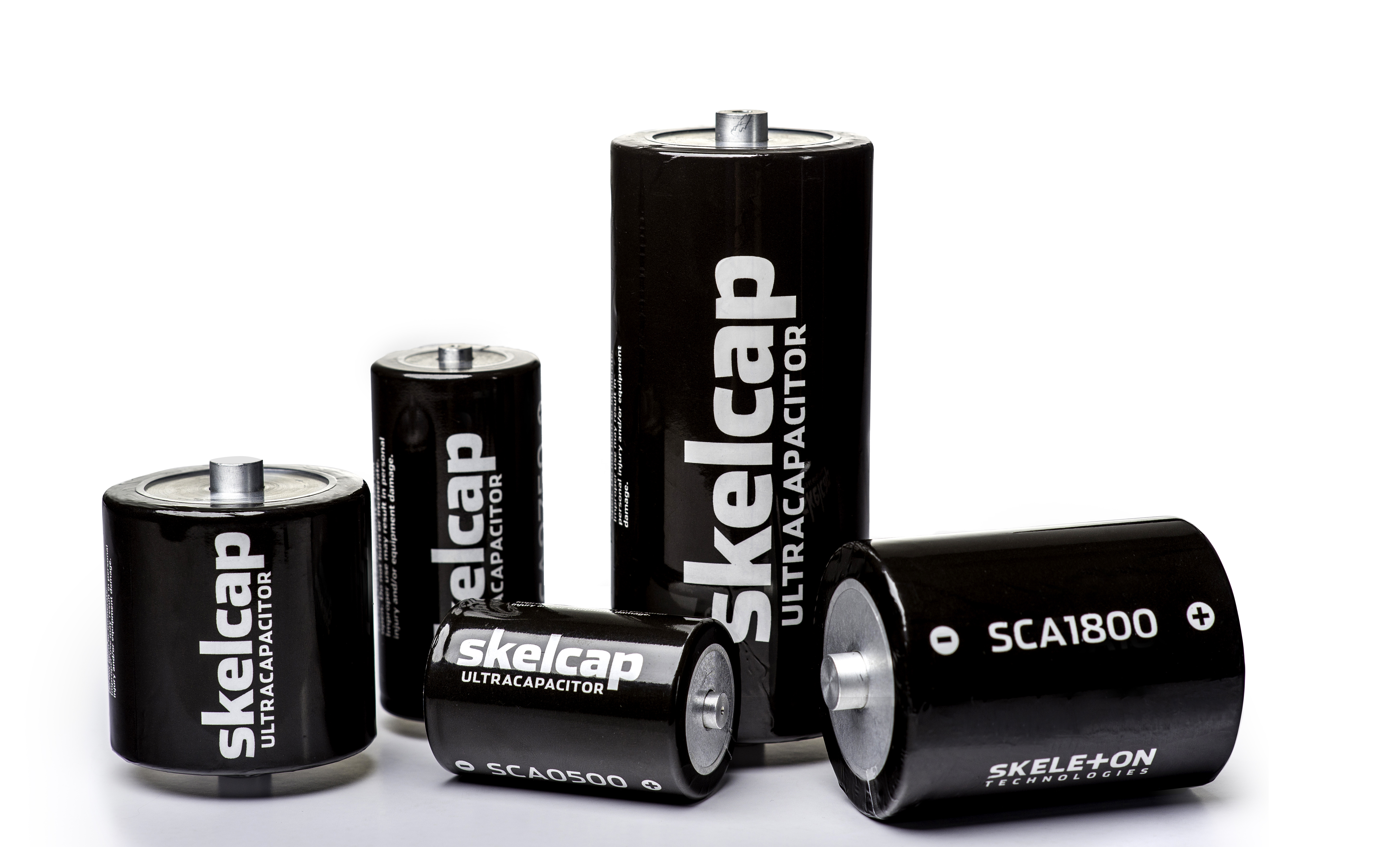
ابرخازن

ابر خازن که به آن خازن دولایه نیز می‌گویند در مقدار ظرفیت (ظرفیت خازن) با خازن‌های معمولی متفاوت است.
ابرخازن نوعی خازن است که ظرفیت بسیار زیادی نسبت به خازن‌های معمولی دارد. ظرفیت آن‌ها معمولاً بیش از ۱۰ میلی فاراد است؛ و کاربردهای بسیاری دارد. قیمت ابرخازن در مقایسه با دیگر انواع خازن بیشتر است.

## طرز کار خازن معمولی
یک خازن معمولی انرژی به وسیلهٔ الکتریسیتهٔ ساکن شارژ می‌شود. برقراری اختلاف پتانسیل بین جوشن (صفحه)های مثبت و منفی خازن را شارژ می‌کند. این همانند ایجاد شارژ الکتریکی هنگام راه رفتن روی فرش است. لمس کردن شی باعث تخلیهٔ بار الکتریکی می‌شود.

## انواع خازن‌ها
ما خازن‌ها را به سه دسته تقسیم می‌کنیم.

### خازن الکتروستاتیک
متداول‌ترین خازن، خازن الکتروستاتیک با جداکنندهٔ خشک است.
این نوع خازن‌ها دارای ظرفیت بسیار کمی هستند که برای پالایش سیگنال‌ها و تنظیم فرکانس رادیو به کار می‌روند.
دامنهٔ تغییر ظرفیت این نوع خازن از چند پیکوفاراد تا چند میکروفاراد است.

### خازن الکترولیتی
نوع دیگر خازن از نوع الکترولیتی است که برای پالایش انرژی و حافظهٔ موقت استفاده می‌شوند. دامنهٔ ظرفیت این خازن‌ها حدود میکروفاراد است. این خازن‌ها توانایی ذخیرهٔ چند هزار برابری خازن‌های الکتروستاتیکی را دارند از دی الکتریک مایع استفاده می‌کنند.

### ابر خازن
ابر خازن‌ها یک خازن دولایه هستند که نسبت به خازن‌های معمولی ظرفیت بسیار بالاتری دارند اما ولتاژ قابل تحمل آن‌ها که به ولتاژ شکست یا break down voltage معروف است پایین است. ظرفیت ابر خازن‌ها معمولاً بیش از ۱۰ میلی فاراد و در رنج فاراد است که باعث به وجود آمدن کاربردهای جدیدی برای آن‌ها می‌شود ولی قیمت آن‌ها در مقایسه با خازن‌های معمولی بالاتر است.
ابر خازن‌ها از دو صفحه فلزی که با مواد مختلف (با نام Activated Carbon) پوشانده شده‌اند تشکیل شده که این مواد متخلخل باعث پدیدآوردن مساحت بیشتری برای ذخیره انرژی می‌شود. این دو صفحه در یک ژل یا مایع الکترولیت که دارای یون‌های مثبت و منفی است غوطه ور هستند که در صورت اعمال یک ولتاژ به دو الکترود خازن این یون‌ها از هم جدا می‌شوند. به ابر خازن‌ها خازن الکتریکی دولایه (ELDC:Electric Double Layer Capacitor) هم گفته می‌شود.

#### مزایای ابر خازن‌ها
- ابرخازن‌ها قابلیت شارژ و دشارژ برای صدها هزار بار با کمترین افت در عملکرد و کیفیت را دارند.
- طول عمر آن‌ها بالا و بین ۱۰ تا ۲۰ سال است.
- بعد از ۱۰ سال کارکرد، ظرفیت آن‌ها از ۱۰۰ به ۸۰ درصد می‌رسد.
- به دلیل مقاومت سری یا ESR پایین‌تر، زمان شارژ و دشارژ آن‌ها پایین‌تر است.
- توان و جریان بالاتری نسبت به خازن‌های معمولی دارند.
- تحمل حرارت بالا یا دمای پایین تا منفی چهل درجه سانتی گراد را دارا هستند.

#### معایب ابر خازن‌ها
- ولتاژ قابل تحمل آن‌ها پایین و در حال حاضر در رنج ۵–۶ ولت است.
- در صورت نیاز به ولتاژهای بالاتر باید آن‌ها را سری کرد که منجر به کاهش ظرفیت خازن می‌شود. در حالت سری به دلیل اینکه همه خازن‌های سری شده ظرفیت یکسانی ندارند باید از یک مدار کنترل برای شارژ آن‌ها استفاده کرد تا ولتاژ یک یا چند تا از خازن‌های سری شده از بیشترین ولتاژ قابل تحمل الکترولیت آن‌ها بیشتر نشود.

### کاربردهای ابر خازن
ابرخازن‌ها در دستگاه‌های پزشکی یا نظامی، لیزر و مایکروویو، منابع تغذیه، سیستم‌های امنیتی و اطلاعاتی به عنوان ذخیره پشتیبان، مدارهای راه انداز ال‌ای‌دی‌های توان بالا، توربین‌های بادی و شبکه‌های برق رسانی جهت پایداری شبکه، UPS کامپیوترهای حساس، درهای برقی در هنگام قطع شدن برق، سیستم‌های مولد برق از ترمز در ماشین‌های برقی جدید، تثبیت‌کننده ولتاژ و مدارهایی که نیاز به خازن‌هایی با زمان شارژ و دشارژ سریع دارند مورد استفاده قرار می‌گیرند.